# Йодована сіль
Йодо́вана сіль — різновид кухонної солі з додаванням незначної кількості йоду у вигляді йодиду чи йодату калію. Регулярне споживання йодованої солі запобігає йододефіциту. Використовується як засіб профілактики йододефіциту завдяки її ефективності, безпечності та доступності усім верствам населення.

## Проблема йододефіциту
Доказова медицина визнає йододефіцит головною причиною зниження розумових здібностей та незворотних ушкоджень мозку, яку можна попередити. Йододефіцит також негативно впливає на репродуктивне здоров'я і знижує працездатність, внаслідок чого страждають економічна продуктивність і рівень життя у регіонах з некомпенсованою природною нестачею йоду. Негативні наслідки йододефіциту відчувають понад 2 мільярди людей в усьому світі. Сучасні дослідження демонструють наявність йододефіциту на всій території України.
Подолання йододефіциту за допомогою йодованої солі рекомендують Всесвітня організація охорони здоров'я (ВООЗ), Глобальний альянс з покращення харчування (GAIN), Дитячий фонд ООН (ЮНІСЕФ), Міжнародна рада з контролю над йододефіцитними захворюваннями (ICCIDD), Ініціатива з мікронутрієнтів (MI) та інших профільні організації та наукові центри.
Міжнародну рекомендацію підтримують фахівці Академії медичних наук України та інститутів медико-біологічного профілю Національної академії наук України, які неодноразово виступали з ініціативою законодавчого затвердження обов'язкового використання йодованої солі в Україні.

## Вміст йоду в солі
Сьогодні йодована сіль, як правило, збагачується йодатом калію (KIO3) — це стабільна сполука, що не має ніякого запаху і майже не випаровується з солі під дією температури під час приготування їжі. В Україні йодована сіль містить близько 40 частинок йоду на мільйон частинок солі (40±15 мкг/г). Така незначна кількість йоду є харчовою, не фармацевтичною, тому вживання збагаченої йодом солі не потребує лікарського припису. Водночас цієї кількості йоду достатньо, щоб компенсувати природний йододефіцит, — за умови присутності йодованої солі у щоденному раціоні.